# Загороджувальний загін
Загороджувальні загони — загони, які розміщувалися позаду основних військ для запобігання втечі військовослужбовців з поля бою, упіймання шпигунів, диверсантів і дезертирів, повернення до частини втікачів і військовослужбовців, що відстали.
Створювалися у збройних силах різних держав, у критичних ситуаціях, з найбільш підготовлених військовослужбовців. Носили різні назви: Польова поліція, Жандармерія і т. ін.

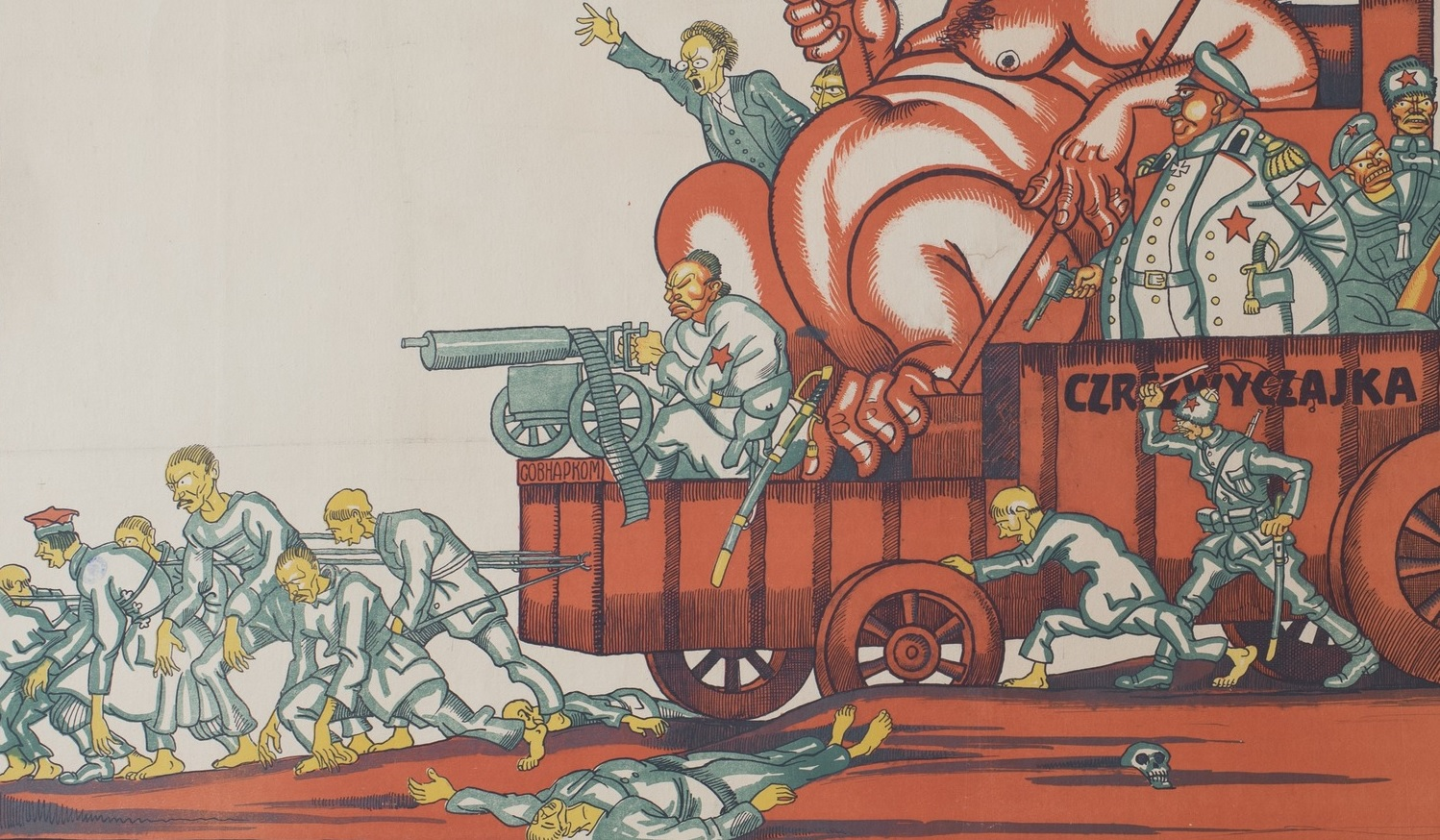
Алегоричне зображення Радянської Росії - "тачанка" з написом "Раднарком" і "Надзвичайка" рухається задом наперед. Китайський загороджувальний загін із кулеметом позаду запряжених поганяє бурлаків. Підпис: «У червоній надзвичайній — башкири та китайці» (явне посилання до подій Пугачовського повстання, в якій бунтівний воєначальник так само у великій кількості зібрав під свої прапори башкир та інші азіатські народи). З плакату часів радянсько-польської війни

Найбільш відомі загони Троцького в РСЧА, військ НКВС (прикордонних і внутрішніх) в ЗС СРСР.
Крім того  загороджувальними загонами  називалися воєнізовані робітничі дружини, метою яких була боротьба з мішечниками і спекуляцією в роки Громадянської війни.

## Загороджувальні загони в рокиГромадянської війни

### Продовольчі загороджувальні загони
У роки Громадянської війни  загороджувальними загонами  (або постами) називалися спеціальні формування, що здійснювали охорону продовольчих і інших заготовок, боротьбу з мішечниками і спекуляцією. Загороджувальні загони виставлялися в містах, на залізничних станціях, пристанях, шосе. Створення загороджувальних загонів відбувалося в умовах кризи, розрухи і голоду, особливо в промислових центрах країни.
14 січня 1918 року (27 січня за новим стилем) РНК РРФСР приймає постанову «Про заходи щодо поліпшення продовольчого становища» написану В. І. Леніним, в якому пропонується створення збройних загонів для «найбільш революційних заходів просування вантажів, збору і засланні хліба і т. д., а також для нещадної боротьби із спекулянтами». На базі цих загонів, створюваних продовольчими та місцевими органами влади, створювалися пости, що виконують функцію загороджувальних загонів.
Практика застосування загороджувальних загонів була офіційно легалізована після прийняття декрету СНК «Про надзвичайні повноваження народного комісара з продовольства» (9 травня 1918 року) і декрету ВЦВК про створення продзагонів (27 травня 1918 року).
Через відсутність чіткої організації, і неможливості в умовах загострення кризи налагодити контроль, діяльність загороджувальних загонів найчастіше приймала самоуправлінський характер, що порушував положення центральних органів влади.
Певний порядок у діяльністі загороджувальних загонів внесло положення РНК «Про загороджувальні, реквізиційні, продовольчі загони, діючих на залізничних і водних шляхах» (4 серпня 1918 року). Згідно з ним право ставити продовольчі загони на залізниці та водних шляхах надавалося тільки Народному комісаріату з продовольства (Наркомпрод) та губернським підвідділам. Начальник загороджувального загону повинен був мати при собі письмове розпорядження органів Наркомпрода, яке підтверджує його повноваження. Загороджувальні загони могли оглядати всі пасажирські та службові вагони (за винятком вагонів Держбанку і поштових вагонів). Було обумовлено, що дії загороджувальних загонів не повинні порушувати залізничне і водне сполучення і лише в крайніх випадках їм дозволялося затримувати пароплави і потяги, але не більше ніж на 1 годину. Загороджувальні загони мали право конфіскувати продовольство, що перевищує встановлені норми провозу в 20 фунтів на одну людину (близько 8 кг). Для боротьби з зловживаннями начальник загороджувального загону був зобов'язаний видати квитанцію на реквізовані продукти, які підлягали оплаті за твердими цінами. Загороджувальні загони комплектувалися людьми з частин продовольчої армії, чисельність загороджувального загону зазвичай коливалася в межах 5-15 чоловік.
З травня 1919 року частини продовольчої армії і загороджувальні загони увійшли до складу Військ ВОХР, а з вересня 1920 року в війська ВНУС. 19 січня 1921 року війська ВНУС і загороджувальні загони були передані до військового відомства.
Ще в грудні 1918 року Наркомпрод виступив з пропозицією про ліквідацію всіх загороджувальних загонів, окрім загонів Наркомпрода і губернських продовольчих комітетів. Але чітка заборона всім органам влади, крім Наркомпрода, виставляти загороджувальні загони і реквізувати продукти харчування, був прийнятий РНК тільки 29 червня 1920 року.
Загороджувальні загони ліквідовані в другій половині 1921 року після введення непу.

### Загороджувальні загони Троцького
Про загороджувальні загони на фронтах громадянської війни, пише Троцький в книзі «Навколо Жовтня»:

Наспіх збиті полки і загони, переважно з деморалізованих солдат старої армії, як відомо, вельми плачевно розсипалися при першому зіткненні з чехословаками.
- Щоб подолати цю згубну нестійкість, нам необхідні міцні загороджувальні загони з комуністів і взагалі бойовиків, — казав я Леніну перед від'їздом на схід .-- Треба змусити битися. Якщо чекати, поки мужик розчухається, мабуть, пізно буде.
- Звичайно, це правильно, — відповідав він, — тільки побоююся, що і загороджувальні загони не проявлять належної твердості. Добра російська людина, на рішучі заходи революційного терору його не вистачає. Але спробувати необхідно.

Звістка про замах на Леніна і про вбивство Урицького спіткало мене в місті Свіяжську. У ці трагічні дні революція переживала внутрішній перелом. Її «доброта» відходила від неї. Партійний булат отримував свою остаточну закалку. Зростала рішучість, а де потрібно — і нещадність. На фронті політичні відділи рука об руку з загороджувальними загонами і трибуналами вправляли кістяк в пухке тіло молодої армії. Зміна не забарилася. Ми повернули Казань і Симбірськ. В Казані а отримав від видужуючого після замаху Леніна телеграму з приводу перших перемог на Волзі. — Троцький Л.Д. Навколо Жовтня. 1924 
Ленін давав вказівку Троцькому як необхідно діяти загороджувальному загону під час наступу на армію генерала Юденича:

| Покончить с Юденичем (именно покончить — добить) нам дьявольски важно. Если наступление начато, нельзя ли мобилизовать еще тысяч 20 питерских рабочих плюс тысяч 10 буржуев, поставить позади их пулеметы, расстрелять несколько сот1* и добиться настоящего массового напора на Юденича? |
| |

## У рокиНімецько-радянської війни

### Початок Німецько-радянської війни
27 червня 1941 року Третє управління Народного комісаріату СРСр видає директиву № 35523 про роботу своїх органів у воєнний час. В ній зокрема, було передбачено:
Організація рухливих контрольно-загороджувальних загонів на дорогах, залізничних вузлах, для прочищення лісів і т. д., що виділяються командуванням з включенням до їх складу оперативних працівників органів Третього управління з завданнями: 

а) затримання дезертирів;
б) затримання всього підозрілого елемента, який проник на лінію фронту;
в) попереднього розслідування, проведеного оперативними працівниками органів Третього управління НКО (1-2 дні) з наступною передачею матеріалу разом із затриманими за підсудністю.
Наказом НКВС СРСР № 00941 від 19 липня 1941 при особливих відділах дивізій і корпусів сформовані окремі стрілецькі взводи, при особливих відділах армій — окремі стрілецькі роти, при особливих відділах фронтів — окремі стрілецькі батальйони, укомплектовані особовим складом військ НКВС.
Інструкція для особливих відділів НКВС Північно-Західного фронту по боротьбі з дезертирами, боягузами і панікери
…
§ 4. Особливі відділи дивізії, корпуси, армії в боротьбі з дезертирами, боягузами і панікери здійснюють наступні заходи: а) організують службу загородження шляхом виставлення засідок, постів і дозорів на військових дорогах, дорогах руху біженців та інших шляхах руху, з тим щоб виключити можливість якого б то не було просочування військовослужбовців, які самовільно залишили бойові позиції;
б) ретельно перевіряють кожного затриманого командира і червоноармійця з метою виявлення дезертирів, боягузів і панікерів, які втекли з поля бою;
в) всіх встановлених дезертирів негайно заарештовують і ведуть слідство для віддання їх суду військового трибуналу. Слідство закінчувати протягом 12-годинного строку;
г) усіх відсталих від частини військовослужбовців організовують повзводно (поротно) і під командою перевірених командирів в супроводі представника особливого відділу направляють в штаб відповідної дивізії;
д) в особливо виняткових випадках, коли обстановка вимагає вжиття рішучих заходів для негайного відновлення порядку на фронті, начальнику особливого відділу представляється право розстрілу дезертирів на місці. Про кожному такому випадку начальник особливого відділу доносить в особливий відділ армії і фронту;
е) приводять у виконання вирок військового трибуналу на місці, а в необхідних випадках перед строєм;
ж) ведуть кількісний облік усіх затриманих і спрямованих у частині і персональний облік всіх заарештованих і засуджених;
з) щодня доносять в особливий відділ армії і особливий відділ фронту про кількість затриманих, заарештованих, засуджених, а також про кількість переданих в частині командирів, червоноармійців і матеріальної частини.
З директиви Управління особливих відділів НКВС СРСР № 39212 від 28 липня 1941року про посилення роботи загороджувальних загонів щодо виявлення та викриття агентури противника, що перекидається через лінію фронту:
|  | … Одним із серйозних засобів виявлення засланих до нас агентів німецької розвідки є організовані загороджувальні загони, які повинні ретельно перевіряти всіх без винятку військовослужбовців, неорганізовано пробираються з фронту в прифронтову смугу, а також військовослужбовців, які групами або поодинці потрапляють в інші частини. |

Проте наявні матеріали говорять про те, що робота загороджувальних загонів ще недостатньо організована, перевірка затриманих осіб проводиться поверхово, часто не оперативним складом, а військовослужбовцями.
| | З метою виявлення і нещадного знищення агентури противника в частинах Червоної Армії пропоную: 1. Посилити роботу загороджувальних загонів, для чого виділити в загони досвідчених оперативних працівників. Встановити, за правило, що опитування всіх без винятку затримуваних повинен здійснювати тільки оперативний співробітник. 2. Всіх осіб, які повернулися з німецького полону, як затриманих загороджувальними загонами, так і виявлених агентурною й іншим шляхом, заарештовувати і ретельно допитувати про обставини полонення і втечі або звільнення з полону. Якщо слідством не будуть здобуті дані про причетність їх до органів німецької розвідки, таких осіб з-під варти звільняти і направляти на фронт в інші частини, встановивши за ними постійне спостереження як з боку органів особливого відділу, так і з боку комісара частини. |
| — Директива Ставки ВГК № 001919 командувачам військами фронтів, арміями, командирам дивізій, головнокомандувачу військами Південно-Західного напрямку про створення загороджувальних загонів в стрілецьких дивізіях., 12 вересня 1941 року. | |

Досвід боротьби з німецьким фашизмом показав, що в наших стрілецьких дивізіях є чимало панічних і відверто ворожих елементів, які при першому ж натиску з боку противника кидають зброю, починають кричати: «Нас оточили!» І захоплюють за собою інших бійців. В результаті подібних дій цих елементів дивізія вдається до втечі, кидає матеріальну частину і потім одинаками починає виходити з лісу. Подібні явища мають місце на всіх фронтах. Якби командири і комісари таких дивізій гідно виконвали своє завдання, панікерскі і ворожі елементи не могли б взяти верх в дивізії. Але біда в тому, що твердих і стійких командирів і комісарів у нас не так багато.
В цілях попередження вказаних вище небажаних явищ на фронті Ставка Верховного головнокомандування наказує:
|                                                                 | 1. В кожній стрілецькій дивізії мати загороджувальний загін з надійних бійців, чисельністю не більше батальйону (в розрахунку по 1 роті на стрілецький полк), підлеглий командиру дивізії і що має в своєму розпорядженні крім звичайного озброєння засоби пересування у вигляді вантажівок і декілька танків або бронемашин. 2. Завданнями загороджувального загону вважати пряму допомогу комскладу в підтримці і встановленні твердої дисципліни в дивізії, призупинення втечі одержимих панікою військовослужбовців, не зупиняючись перед застосуванням зброї, ліквідацію ініціаторів паніки і втечі, підтримку чесних і бойових елементів дивізії, не схильних до паніки, але стурбованих загальною втечею. 3. Зобов'язати працівників особливих відділів і політсклад дивізій надавати всіляку допомогу командирам дивізій і загороджувальним загонам в справі зміцнення порядку і дисципліни дивізії. 4. Створення загороджувальних загонів закінчити в п'ятиденний строк з дня отримання цього наказу. 5. Про отримання та виконанні командувачем військами фронтів і армій донести. |
| — Ставка Верховного головнокомандування Й. Сталін Б. Шапошников | |

### Сталінградська битва
28 липня 1942 року вийшов знаменитий наказ № 227 («Ні кроку назад») Народного комісара оборони СРСР Й. В. Сталіна, в якому наказувалося:
 2. Військовим радам армій і насамперед командуючим арміями: 

    … 

    б) сформувати в межах армії 3-5 добре озброєних загороджувальних загони (по 200 чоловік у кожному), поставити їх в безпосередньому тилу нестійких дивізій і зобов'язати їх у разі паніки і безладного відходу частин дивізії розстрілювати на місці панікерів і боягузів і тим допомогти чесним бійцям дивізій виконати свій обов'язок перед Батьківщиною.

Станом на 15 жовтня 1942 року в Червоній Армії було сформовано 193 загороджувальних загони. З них Особливим відділам Сталінградського фронту підпорядковано — 16, а Донського фронту — 25. Загороджувальними загонами з 1 серпня по 1 жовтня 1942 року

затримано 140 755 військовослужбовців, які втекли з передової лінії фронту. З числа затриманих:
- Арештовано 3 980 осіб;
- Розстріляно 1189 чоловік;
- Направлено в штрафні роти 2 776 осіб;
- Направлено в штрафні батальйони 185 осіб;
- Повернуто в свої частини і на пересильні пункти 131094 людини.

По Донському фронту затримано 36 109 осіб:
- Заарештовано 736 осіб;
- Розстріляно 433 особи;
- Направлено в штрафні роти 1056 чоловік;
- Направлено в штрафні батальйони 33 людини;
- Повернуто в свої частини і на пересильні пункти 32933 людини.

По Сталінградському фронту затримано 15 649 осіб:
- Заарештовано 244 особи;
- Розстріляно 278 осіб;
- Направлено в штрафні роти 218 осіб;
- Направлено в штрафні батальйони 42 людини;
- Повернуто в свої частини і на пересильні пункти 14833 людини.

— Справка ОО НКВД СТФ в УОО НКВД СССР о деятельности заградительных отрядов Сталинградского и Донского фронтов не ранее 15 октября 1942 года

### Практика і результати використання
Загороджувальні загони розташовувалися в ближньому тилу, на дорогах, транспортних вузлах, лісових галявинах — тобто в місцях, через які, ймовірно, може пройти дезертир. Генерал армії Герой Радянського Союзу П. Н. Лащенко:
 Так, були загороджувальні загони. Але я не знаю, щоб хтось із них стріляв по своїх, принаймні на нашій ділянці фронту. Уже зараз а запитував архівні документи на цей рахунок, таких документів не знайшлося. Загороджувальні загони перебували у віддаленні від передової, прикривали війська з тилу від диверсантів і ворожого десанту, затримували дезертирів, які, на жаль, були; наводили порядок на переправах, направляли солдат, що відбилися від своїх підрозділів на збірні пункти.

Скажу більше, фронт отримував поповнення, природно, необстріляних, як мовиться, пороху не нюхали, і загороджувальні загони, що складалися виключно з солдатів вже обстріляних, найбільш стійких і мужніх, були як би надійним і сильним плечем старшого. Бувало нерідко і так, що загони виявлялися віч-на-віч з тими ж німецькими танками, ланцюгами німецьких автоматників і в боях несли великі втрати. Це факт незаперечний. 
Офіційний лист, адресований в жовтні 1941 року Народному комісару внутрішніх справ СРСР Л. П. Берії заступником начальника Управління Особливих відділів НКВС СРСР, комісаром держбезпеки 3 рангу Соломоном Мільштейном:
 З початку війни по 10-е жовтня цього року (1941) особливими відділами НКВС і загороджувальними загонами військ НКВС з охорони тилу затримано 657 364 військовослужбовців, які відстали від своїх частин і втекли з фронту. З числа затриманих, заарештовано 25 878 осіб, решта 632 486 чоловік сформовані в частини і знов спрямовані на фронт.

В числі заарештованих:
- Шпигунів — 1505;
- Диверсантів — 308;
- Зрадників — 2621;
- Боягузів і панікерів — 2643;
- Розповсюджувачі провокаційних чуток — 3987;
- Інших — 4371.
- Всього — 25 878.

За постановами особливих відділів і за вироками військових трибуналів розстріляно 10201 осіб. З них розстріляно перед строєм — 3321 осіб 
Для ретельної перевірки військовослужбовців Червоної Армії, які перебували в полоні або в оточенні противника, рішенням ДКО № 1069сс від 27 грудня 1941 року в кожній армії були створені армійські збірно-пересильні пункти та організовані спецтабори НКВС. У 1941—1942 роках було створено 27 спецтаборів, але в зв'язку з перевіркою і відправкою перевірених військовослужбовців на фронт вони поступово ліквідовувалися (до початку 1943 року функціонувало всього 7 спецтаборів). За офіційними даними, в 1942 році в спецтабору надійшло 177081 колишніх військовополонених і оточенців. Після перевірки особливими відділами НКВС в Червону Армію було передано 150 521 чоловік.
29 жовтня 1944 року наказом наркома оборони Й. В. Сталіна загороджувальні загони були розформовані у зв'язку зі зміною обстановки на фронті. Особовий склад поповнив стрілецькі підрозділи.

### Оцінки
Учасник війни М. М. Нікулін, сержант 13-го гвардійського корпусного артилерійського полку:

Звичайно ж, йшли в атаку не всі, хоча і більшість. Один ховався в ямку, втиснувшись у землю. Тут виступав політрук в основній своїй ролі: тицяючи наганом в пики, він гнав боязких вперед… Були дезертири. Цих ловили і тут же розстрілювали перед строєм, щоб відбити в інших бажання… Каральні органи працювали у нас прекрасно. І це теж в наших найкращих традиціях. Від Малюти Скуратова до Берії в їх рядах завжди були професіонали, і завжди знаходилося багато бажаючих присвятити себе цій благородній і необхідному всякому державі справі. В мирний час ця професія легше і цікавіше, ніж хліборобство або працю у верстата. І бариш більше, і влада над іншими повна. А у війну не треба підставляти свою голову під кулі, лише слідкуй, щоб інші робили це справно.
Війська йшли в атаку, спонукувані жахом. Жахлива була зустріч з німцями, з їх кулеметами і танками, вогненної м'ясорубкою бомбардування і артилерійського обстрілу. Не менший жах викликала невблаганна загроза розстрілу. Щоб тримати в покорі аморфну масу погано навчених солдатів, розстріли проводилися перед боєм. Хапали якихось кволих доходяг або тих, хто що-небудь бовкнув, або випадкових дезертирів, яких завжди було достатньо. Вибудовували дивізію буквою «П» і без розмов прикінчувати нещасних. Ця профілактична пропаганда мала наслідком страх перед НКВС і комісарами — більший, ніж перед німцями. А в наступі, якщо повернеш назад, отримаєш кулю від загороджувального загону. Страх змушував солдатів йти на смерть. На це і розраховувала наша мудра партія, керівник і організатор наших перемог. Розстрілювали, звичайно, і після невдалого бою. А бувало й так, що загороджувальні загони косили з кулеметів полки, що відступили без наказу. Звідси і боєздатність наших доблесних військ.

Учасник війни Левін Михайло Борисович:
 Наказ гранично жорстокий, страшний за своєю суттю, але якщо чесно говорити — на мою думку, він був необхідний …

Багатьох цей наказ «протверезив», змусив отямитися …

А на рахунок загороджувальних загонів — то я всього лише один раз зіткнувся на фронті з їх «діяльністю». В одному з боїв на Кубані у нас здригнувся і побіг правий фланг, так загороджувальний загін відкрив вогонь, де навперейми, де прямо по тим хто біг … Після цього я поблизу передової загороджувальних загонів ні разу не бачив. Якщо в бою виникала критична ситуація, то в стрілецькому полку функції загороджувальних загонів — зупинити відступ в паніці — виконувала резервна стрілецька рота або полкова рота автоматників. — Книга памяти. — Пехотинцы. Левин Михаил Борисович. Герой ВОВ. Проект Я Помню
Учасник війни А. Дергаєв:
 Зараз багато говорять про загороджувальні загони. Ми стояли в найближчому тилу. Безпосередньо за піхотою, але я їх не бачив. Тобто вони напевно десь були, можливо ще далі за нами. Але ми з ними не стикалися. Кілька років тому запросили нас на концерт Розенбаума в концертний зал Жовтневий. Він співає пісню, в якій такі слова: "… вирили ми окоп в повний зріст. Німець б'є нам прямо в лоб, а ззаду заградотряд … ". Я сидів на балконі і не витримавши схопився і кричу: «Ганьба! Ганьба!» А вся публіка проковтнула. Я в перерві їм говорю: «Над вами знущаються, а ви мовчите». Він і зараз ці пісні співає. Загалом як жінок ми на фронті не бачили, так і НКВС. — Книга памяти. — Артиллеристы. Дергаев Андрей Андреевич. Герой ВОВ.  Проект Я Помню

## Російсько-Українська війна
Командування російської армії використовує чеченські загони як загороджувальні загони для розстрілу дезертирів, що прагнуть покинути території бойових дій 
У березні 2023 з'явилося перехоплення про використання загонів і свідчення російських солдат про використання загонів.
В червні 2023 року вдалось зафіксувати на відео де семеро окупантів біжать у бік посадки, а назустріч їм вискакують троє озброєних чоловіків та вбивають їх.

## У художній літературі і кінематографі
- Бійці загороджувального загону представлені в російському телесеріалі «Штрафбат» (2004) і художніх фільмах «Гу-га», «Стомлені сонцем 2: Цитадель».

### Документи
- Справка ОО НКВД СТО в УОО НКВД СССР о деятельности заградительных отрядов Сталинградского и Донского фронтов